# Ewald Röder
Ewald Röder   (Wykroty, 29 de gener de 1863 - Lubań, 1 d'agost de 1914), nom complet Ewald Oswald Röder, fou un compositor alemany del Romanticisme.
Estudià a la institució reial de música religiosa de Berlín, i el 1891 fou nomenat cantor i organista de l'església de Lubań. Va compondre una salve regina, una sonata en mi menor per a orgue, motets i l'oratori Der Jüngling zu Nain.
Va publicar dues obres: una guia per aprendre a cantar, Gesangslehre für höhere Lehranstalten ("Ensenyament vocal per a institucions d'ensenyament superior"), i una enciclopèdia de músics de Silèsia - Geborene Schlesier: Lexikon, enthaltend kurze Biographien in Schlesien geborene Tonkünstler ("Nascuts silesis: Enciclopèdia que conté biografies breus de músics nascuts a Silèsia").